# Tristan Bangma
Tristan Bangma (Donkerbroek, 6 oktober 1997) is een Nederlandse baan- en wegwielrenner  die uitkomt op de tandem als achterrijder (stoker).

## Biografie
Bangma kwam er op tienjarige leeftijd achter dat hij slechtziend is. Na vele onderzoeken, werd opticusatrofie bij hem geconstateerd. Hij had op dat moment nog een gezichtsvermogen van ongeveer 25 procent. Van korfballen stapte hij over naar het tandemwielrennen. Na een paar jaar samen met zijn vader toertochten te hebben gereden, werd Bangma in oktober 2012 ontdekt op de Paralympische Talentdag van NOC*NSF. Hij schreef zich vervolgens in bij wielervereniging Drachten en werd opgenomen in de nationale selectie van het aangepast wielrennen. Eind 2012 reed hij tijdens het Nederlands kampioenschap baanwielrennen in Apeldoorn zijn eerste wedstrijd. In december 2013 behaalde hij zijn eerste grote succes op de baan. Hij werd samen met piloot Patrick Bos Nederlands kampioen op het onderdeel sprint.
Na het seizoen 2013/2014, waarin Bangma ook nog met succes uitkwam op de weg, besloot hij zich volledig te richten op de baan. Samen met piloot en Olympiër Teun Mulder specialiseerde hij zich op het onderdeel 1 kilometer tijdrit. Het duo won twee nationale titels, maar het voorlopig hoogtepunt waren de wereldkampioenschappen in Apeldoorn in 2015: zilver op de 1 kilometer tijdrit en brons op het onderdeel sprint. In september 2016 won Bangma samen met Mulder goud op de Paralympische Spelen in Rio de Janeiro.
Mulder heeft na de Paralympische Spelen van Rio een punt gezet achter zijn topsportcarrière. Al snel vond Bangma in Patrick Bos zijn nieuwe piloot. De focus ligt nu op de duuronderdelen (achtervolging, wegwedstrijd en de tijdrit). Samen met Bos werd Bangma in 2019 in eigen land (Emmen) wereldkampioen op de weg. 
Het volgende hoofddoel waren de Paralympische Spelen van Tokyo in 2020. Hier won Bangma met Bos goud op de 4 km achtervolging.

## Belangrijkste resultaten

### 2024
- Paralympische Zomerspelen 2024

- Goud op de wegwedstrijd
- Goud op de tijdrit
- Goud bij de achtervolging op de baan

### 2021
- Paralympische Zomerspelen 2020 4 km achtervolging
- Europees kampioenschap tijdrijden
- Europees kampioenschap op de weg
- Zilver Paralympische Spelen - wegrit

### 2020
- Nederlands kampioenschap tijdrijden
- Nederlands kampioenschap op de weg
- C1 weg Lublin Polen wegwedstrijd
- C1 weg Lublin Polen wegwedstrijd
- C1 weg Lublin Polen wegwedstrijd
- C1 weg Lublin Polen algemeen klassement

### 2019
- C1 Verolanuova Italië tijdrit
- C1 Verolanuova Italië wegwedstrijd
- C1 Verolanuova Italië algemeen klassement
- C1 Parabiago Italië tijdrit
- C1 Parabiago Italië wegwedstrijd
- C1 Parabiago algemeen klassement
- World Cup Corridonia Italië wegwedstrijd
- World Cup Oostende België wegwedstrijd
- C1 Keulen Duitsland wegwedstrijd
- C1 Keulen Duitsland algemeen klassement
- NK weg Amsterdam
- WK weg Emmen WERELDKAMPIOEN
- Brons WK baan Apeldoorn 1 km
- Brons WK baan Apeldoorn 4 km achtervolging

### 2018
- World Cup Oostende België wegwedstrijd
- Europacup Keulen Duitsland tijdrit
- Europacup Keulen Duitsland wegwedstrijd
- Europacup Keulen Duitsland algemeen klassement
- NK tijdrijden Well
- World Cup Baie – Comeau Canada wegwedstrijd
- Eindklassement UCI World Cup 2018
- Brons WK baan Rio de Janeiro  4 km achtervolging
- Brons WK baan Rio de Janeiro 1 km
- Zilver WK baan Rio de Janeiro sprint

### 2017
- Europa Cup Verola Italië wegwedstrijd
- Europa Cup Verola Italië algemeen klassement
- World Cup OostendeBelgië wegwedstrijd
- C1 Manchester baan 4km achtervolging
- Zilver WK weg Pietermaritzburg wegwedstrijd

### 2016, baan
- Goud op de Paralympische Spelen 1 km tijdrit (Rio de Janeiro, Brazilië)
- Zilver op het WK baan 1 km tijdrit (Montichiari, Italië)
- Zilver op het WK baan sprint (Montichiari, Italië)
- Goud op het NK baan 1 km tijdrit (Alkmaar)
- Goud op het NK  baan 4 km achtervolging (Alkmaar)

### 2016, weg
- Goud op het NK weg (Bladel)

### 2015, baan
- Zilver op de 1 km tijdrit (C1 wedstrijd Newport)
- Zilver op de sprint (C1 wedstrijd Newport)
- Zilver op het WK baan 1 km tijdrit (Apeldoorn)
- Brons op het WK baan sprint (Apeldoorn)
- Brons op de sprint (Cottbus)
- Zilver op de 1 km tijdrit (Cottbus)

### 2014, weg
- Winst 4de etappe ronde van België
- Zilver op het NK weg (Bocholtz)

### 2014, baan
- Zilver op de sprint (Cottbus)
- Brons op de 1 km tijdrit (Cottbus)
- Goud op de 4 km achtervolging (Cottbus)
- Brons op het NK 4 km achtervolging (Apeldoorn)
- Goud op het NK 1 km tijdrit (Apeldoorn)
- Goud op het NK sprint (Apeldoorn)

### 2013, weg
- Winst van de tweede etappe in de ronde van Polen en tweede in het eindklassement
- Zilver op het NK tijdrijden (Bornebroek)

### 2013, baan
- Zilver op het NK 4 km achtervolging (Apeldoorn)
- Zilver op het NK 1 km tijdrit (Apeldoorn)
- Goud op het NK sprint (Apeldoorn)